# Whiskas
Whiskas (anteriormente conhecido como Kal Kan) é uma marca de alimentos para gatos, vendido em todo o mundo. É propriedade da empresa americana Mars, Incorporated. Está disponível como pedaços de carne em latas, bolsas ou biscoitos secos. A maioria das embalagens é uma cor roxa reconhecível com uma silhueta estilizada da cabeça de um gato.

## História
Whiskas era originalmente conhecido como Kal Kan quando começou em 1936. Em 1988, a empresa mudou seu nome para Whiskas, a fim de promover sua comida para gato internacionalmente. Começando a ganhar sucesso nas propagandas dos anos 90 e 2000. Foi em 1975 que a empresa Whiskas ganhou fama com o slogan “8 entre 10 gatos preferem Whiskas”, anos depois a empresa lançou produtos para gatos adultos, e para os com seus primeiros meses de vida. No ano de 1958 a empresa vendeu os patês em lata, e se tornou bastante popular entre britânicos. Em 1962 a marca foi lançada para todos os rumos da Europa, e a partir de 1995 a Whiskas desembarcou  no Brasil e na China. Em 2003, para comemoras os 45 anos da empresa, mudaram para uma imagem mais moderna, e a empresa apostou fortemente no marketing One to One. Assim a Whiskas vende 30 variedades de produtos para gatos adultos e filhotes.